# Viviane Koenig
Viviane Koenig, née le 29 mars 1950 à Paris, est une autrice de livres pour la jeunesse et historienne française.

## Biographie
Parallèlement à l'obtention de son diplôme d'études approfondies (DEA) en histoire, Viviane Koenig suit des cours à l'école supérieure d'arts graphiques Penninghen. Elle enseigne l'histoire quelques années avant de partir pour l’Égypte. De 1976 à 1980, elle participe aux chantiers de fouilles et assiste au travail de l'atelier de dessin de l'Institut Français d'Archéologie Orientale (IFAO), installé au Caire. De retour en France, elle commence une carrière d'autrice parallèlement à ses fonctions d'enseignante. Ses publications, du conte au documentaire, ont majoritairement pour cadre l’Égypte. Elle est également illustratrice.
Viviane Koenig est membre de la Maison des écrivains et de la littérature (Mel) et de la Charte des auteurs et des illustrateurs jeunesse.

## Publications

### Littérature jeunesse
- Un village d'artisans égyptiens sous Ramsès IV, Viviane Koenig, Michel Jay, Albin Michel, 1984,  (ISBN 2226019073)
- Le Livre-jeu des hiéroglyphes, Larousse, 64p, 1991,  (ISBN 2036100201)
- Dictionnaire de la mythologie égyptienne, Hachette Jeunesse, Collection : Le livre de poche, 1996,  (ISBN 2013213255)
- Arthur et les chevaliers de la table ronde, Viviane Koenig, Eddy Krähenbühl, Nathan, Collection : Monde en poche, 1999,  (ISBN 2092044613)
- Fantômes d'Égypte, Viviane Koenig, Arnauld Rouèche, Hachette Jeunesse, Collection : Le livre de poche junior, 189p, 2000,  (ISBN 2013217935)
- Ramsès II, futur pharaon, Sorbier, Collection : La vie des enfants, 45p, 2001,  (ISBN 2732036986)
- Les plus beaux mythes d'Égypte et d'Afrique noire, La Martinière Jeunesse, Collection : Contes et Légendes, 221p, 2001,  (ISBN 2732427551)
- La Vie des enfants en Grèce ancienne, Sorbier, Collection : La vie des enfants, 48p, 2001,  (ISBN 2732036862)
- Les Dieux et Héros grecs, Éditions du Sorbier, Collection : La vie des enfants, 45p, 2002,  (ISBN 2732037117)
- Les Plus Beaux Mythes d'Asie : La Bible, l'Orient, l'Extrême-Orient, La Martinière Jeunesse, Collection : Plus Belles Légendes, 212p, 2002,  (ISBN 2732428299)
- Les plus beaux mythes de Grèce, La Martinière Jeunesse, Collection : Contes et légend, 208p, 2003,  (ISBN 2732429481)
- La Boîte de Pandore, Viviane Koenig, Louise Heugel, Thierry Magnier, Collection : Contes du Louvre, 32p, 2003,  (ISBN 2844202691)
- Un prince égyptien, Viviane Koenig, Louise Heugel, Thierry Magnier, Collection : Contes du Louvre, 32p, 2003,  (ISBN 2844202683)
- Nos plus belles légendes : De Vercingétorix à Guillaume Tell, Viviane Koenig, Michel Riu, Véronique Ageorges, Claude Delamarre, La Martinière Jeunesse, 205p, 2003,  (ISBN 2732430358)
- L'Égypte au temps des pharaons, Viviane Koenig, Lucien Murtin, Yvan Koening, Nathan, Collection : Nouencnat, 2003,  (ISBN 2092773089)
- Dieux et génies de l'Égypte ancienne, Hachette Jeunesse, Collection : Livre de Poche Jeunesse, 310p, 2004,  (ISBN 2013211031)
- Toutankhamon : L'incroyable découverte, La Martinière Jeunesse, Collection : La vie des enfants, 45p, 2006,  (ISBN 273243373X)
- Les plus beaux mythes de Rome, Viviane Koenig, Antoine Ronzon, La Martinière Jeunesse, Collection : Beaux Mythes, 170p, 2006,  (ISBN 2732434078)
- Le Dico des Grecs : La vie à Athènes, Viviane Koenig, Véronique Ageorges, La Martinière Jeunesse, Collection : Le Dico de..., 126p, 2006,  (ISBN 2732434493)
- Les vérités de l'Histoire : Les révélations qui jettent un nouvel éclairage sur les événements historiques, Sébastien Boulay, Viviane Koenig, Fabrice Demeter, Antide Viand (ouvrage collectif), Sélection du Reader's Digest, 320p, 2007,  (ISBN 270981899X)
- L'Histoire de Jésus, La Martinière Jeunesse, Collection : La vie des enfants, 45p, 2007,  (ISBN 2732435627)
- Néfertiti Reine d'Égypte, Hachette, Livre de Poche Jeunesse, 157p, 2008,  (ISBN 2013226292)
- L'Étoile, le journal d'une petite fille pendant la grande guerre, Viviane Koenig, Éliane Stern, Oskar, 72p, 2008,  (ISBN 2350003558)
- Le Dico des Héros de l'Antiquité, Viviane Koenig, Lise Herzog, La Martinière Jeunesse, Collection : Dico, 128p, 2008,  (ISBN 2732438278)
- Cléopâtre Reine d'Égypte, Hachette Jeunesse, Collection : Livre de Poche Jeunesse, 187p, 2009,  (ISBN 201322768X)
- L'or du soleil : Et autres contes chinois, Viviane Koenig, Jacques Guillet, Oskar, Collection : Contes d'ici et d'ailleurs, 111p, 2009,  (ISBN 2350004716)
- Nitocris, reine d'Égypte Viviane Koenig, Éric Sala (Éditeur scientifique), Hatier, Collection : Classiques & Cie, 157p, 2009,  (ISBN 2218933357)
- La légende de Merlin l'enchanteur et du roi Arthur, La Martinière Jeunesse, Collection : Contes et légend, 176p, 2009,  (ISBN 2732438588)
- Une grève chez Pharaon ?, Viviane Koenig, Benjamin Gaboury, Oskar, Collection : Histoire et Société, 92p, 2009,  (ISBN 2350003450)
- Gilgamesh : Le roi qui ne voulait pas mourir, Oskar, Collection : Histoire et Société, 154p, 2010,  (ISBN 2350005429)
- Dédale, l'homme-oiseau, Viviane Koenig, Mélisande Luthringer, Tourbillon, Collection : Légendaire, 148p, 2010,  (ISBN 2848014121)
- J'écris en hiéroglyphes, Viviane Koenig, Catherine H. Roehrig, Nathan, 47p, 2010,  (ISBN 2092525018)
- Contes japonais : La cape magique et autre récits, Viviane Koenig, Masako Mizuta, Oskar, Collection : Contes d'ici et d'ailleurs, 108p, 2011,  (ISBN 2350006794)
- Minémès, explorateur pour Pharaon : Récit d'une expédition, an 8 du règne de Thoutmosis, Gallimard Jeunesse, Collection : Mon Histoire, 192p, 2011,  (ISBN 2070639037)
- Les oiseaux reviennent à Hiroshima, Viviane Koenig, Masako Mizuta, Oskar, Collection : Les aventures de l'histoire, 112p, 2012,  (ISBN 2350009262)
- La Dame à la licorne, Oskar, Collection : Les aventures de l'histoire, 112p, 2012,  (ISBN 2350009297)
- Les monstres du Louvre, Oskar, 2012,  (ISBN 2350009254)
- Alexandre le Grand, un prince conquérant, Belin, Collection : Avant de devenir..., 192p, 2012,  (ISBN 2701162173)
- Manon et la caverne aux brigands, Viviane Koenig, Annie Moser, Oskar, 80p, 2012,  (ISBN 235000905X)
- Au temps du théâtre grec : Journal de Cléo, Athènes, 468 avant J.-C., 2013, Gallimard Jeunesse, Collection : Mon Histoire, 144p, 2013,  (ISBN 2070648702)
- Colère de dinosaures, Oskar, Collection : Les aventures de l'histoire, 112p, 2013,  (ISBN 1021401072)
- Cléopâtre, l'Indomptable princesse, Éditions Belin, Collection : Avant de devenir..., 192p, 2013,  (ISBN 2701174775)
- Des démons dans le cartable, Viviane Koenig, Annie Moser, Antoine Ronzon, Oskar, 89p, 2013,  (ISBN 102140117X)
- Les voyages d’Énée : et autres histoires romaines, Oskar, 2014,  (ISBN 102140201X)
- Moral d'acier et pluie de fer, Oskar, 2014,  (ISBN 1021401935)
- La mythologie en BD - Tome 3 : Isis et Osiris - Les enfants du désordre, Viviane Koenig, Clémence Paldacci, Casterman, Collection : La Mythologie en BD, 46p, 2015,  (ISBN 2203090146)
- Les voleurs du Nil, Scrineo, Collection : Jeunesse Ado, 256p, 2015,  (ISBN 2367402191)
- Dieux de la mythologie grecque, Éditions Fleurus, Collection : Mon carnet de mythes et légendes, 95p, 2015,  (ISBN 2215155744)
- Il ne restera que nos noms, Viviane Koenig, Annie Moser, Oskar, Collection : Histoire et société, 2015,  (ISBN 1021402958)
- Ulysse, le Cyclope et le Maître des Vents, Belin, Collection : Premiers romans, 56p, 2015,  (ISBN 2701193680)
- Léonard de Vinci, Viviane Koenig, Tom Haugomat, Éditions Belin, Collection : Avant de devenir..., 204p, 2016,  (ISBN 2701194091)
- La véritable histoire du cheval de Troie, Viviane Koenig, Marie Caillou, Éditions Belin, 40p, 2016,  (ISBN 2701198976)
- Le tableau ensanglanté, Viviane Koenig, Annie Moser, Oskar, Collection : Polar, 144p, 2016,  (ISBN 9791021405271)
- La naissance de Rome : D'Enée à Romulus, Viviane Koenig, Clémence Paldacci, Casterman, Collection : La Mythologie en BD, 48p, 2016,  (ISBN 2203100982)
- Marco Polo, la grande aventure : (1269-1275), Gallimard Jeunesse, Collection : Mon Histoire, 160p, 2016,  (ISBN 2070669408)
- L'Égypte ancienne, Viviane Koenig, Dominique Joly, Marion Duclos, Éditions Belin, Collection : Bulles d'histoire, 72p, 2017,  (ISBN 2410005306)

### Traduction
- Les contes des Mille et une nuits, Laureen Topalian (illustration), La Martinière Jeunesse, Collection : Beaux Mythes, 204p, 2005,  (ISBN 2732433543)